# Varney-Nunatak
Der Varney-Nunatak ist ein unvereister Nunatak an der Scott-Küste des ostantarktischen Viktorialands. Er ragt an der Südflanke der Mündung des Harbord-Gletschers in das Rossmeer auf.
Der United States Geological Survey kartierte ihn anhand eigener Vermessungen und Luftaufnahmen der United States Navy aus den Jahren von 1957 bis 1962. Das Advisory Committee on Antarctic Names benannte ihn 1968 nach Kenneth L. Varney, Anlagenbetreiber auf der McMurdo-Station in zwei aufeinanderfolgenden antarktischen Sommerkampagnen zwischen 1965 und 1967.